# Azia
Azia (en griego, Ἄζεια) era una antigua comunidad política o quizá ciudad de la Tróade.
Los azieos son citados en los registros de tributos a Atenas entre los años 452/1 y 415/4 a. C., por lo que formaban parte de la Liga de Delos.
Se supone que los azieos deben identificarse con los aziotas mencionados por Esteban de Bizancio, que cita un fragmento de Helánico de Lesbos. También se la ha relacionado con el patronímico «Azida», mencionado por Homero en la Ilíada. Se desconoce la localización exacta de Azia.